# Itaju
Itaju é um município brasileiro no interior do estado de São Paulo. Segundo o IBGE, sua população estimada em 2024 era de 3.702 habitantes.

## Toponímia
″Itá-ju″, segundo Theodoro Sampaio em ″O tupi na Geografia Nacional″, significa ″pedra pontuda″.

## História
As terras existentes na região da confluência do rio Jacaré-Pipira com Tietê eram grande parte da fazenda Boa Vista dos Buenos, quando outros proprietários fizeram doação de quatro alqueires de área para constituir um patrimônio, em 1898.
Foi construída uma capela em louvor a São Sebastião, em torno da qual se formou um pequeno povoado, ao qual foi dado o nome de Buenópolis, por influência da família ″Bueno″.
Por instância de seus habitantes foi criado em Buenópolis o Distrito de Paz em agosto de 1913, tendo o seu nome alterado para ″Itaju″ em 1928.

### Formação territorial-administrativa
Histórico da formação do município:
- Distrito criado com a denominação de Buenópolis, pela lei estadual nº 1380, de 14 de agosto de 1913, subordinado ao município de Bariri.
- Pela lei estadual nº 1828, de 21 de dezembro de 1928, o distrito de Buenópolis passou a denominar-se Itaju.
- Elevado à categoria de município com a denominação de Itaju, pela lei estadual nº 2456, de 30 de dezembro de 1953, desmembrado do município de Bariri. Sede no antigo distrito de Itaju. Constituído do distrito sede. Instalado em 1 de janeiro de 1955.

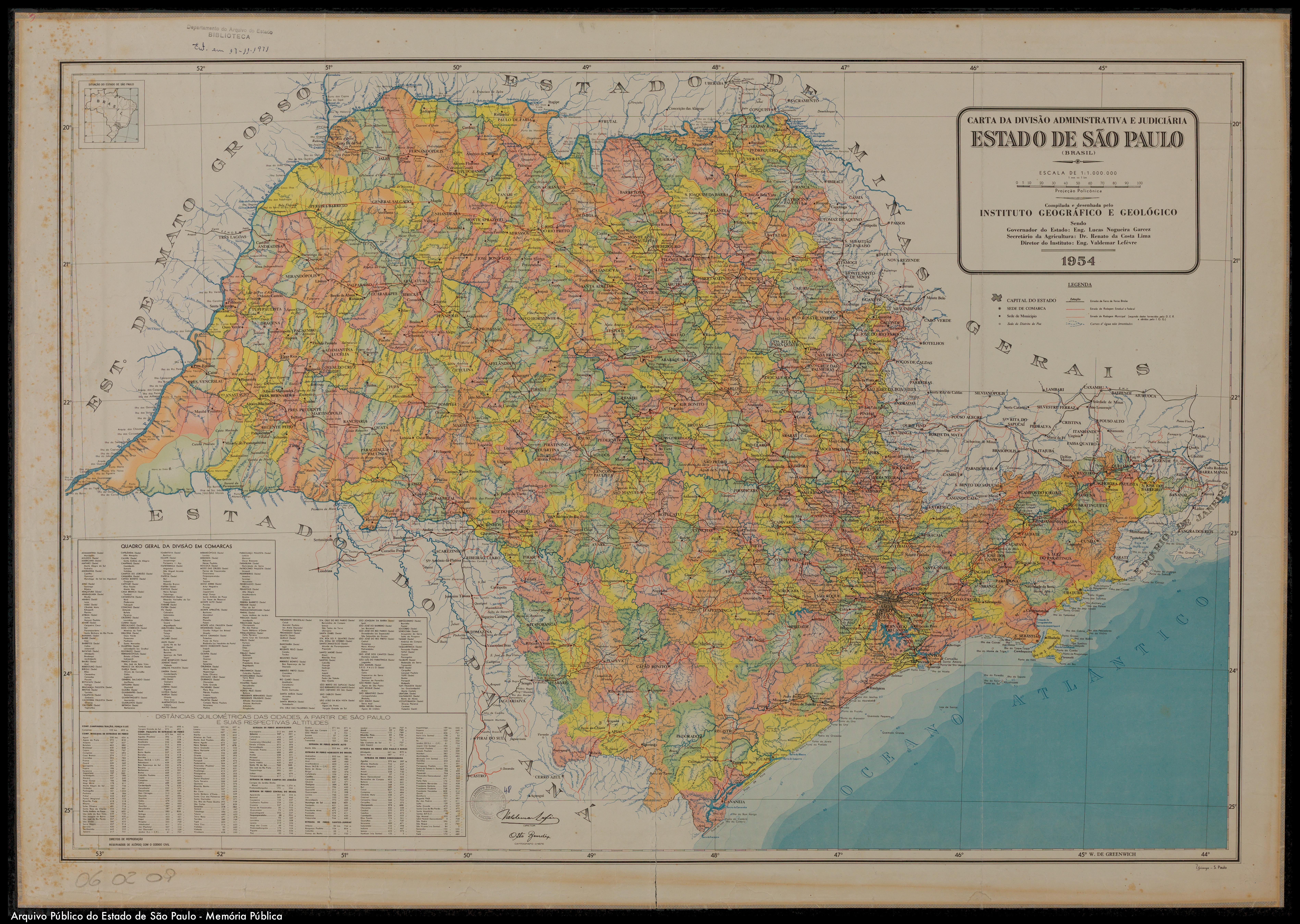
Estado de São Paulo (1953).

## Geografia
Localiza-se a uma latitude 21º58'52" sul e a uma longitude 48º48'17" oeste, estando a uma altitude de 528  metros, possuindo clima tropical. Possui uma área de 228,8 km².
Situa-se na mesorregião de Bauru e microrregião de Jau, tendo como municípios limítrofes Ibitinga, Bariri, Arealva e Iacanga, sendo banhando pelos rios Tietê e Jacaré Pepira. Está situada a 338 km da Capital (São Paulo).

## Demografia

### População
| Crescimento populacional                             | Crescimento populacional | Crescimento populacional | Crescimento populacional |
| Ano                                                  | População Total          |                          | %±                       |
| ---------------------------------------------------- | ------------------------ | ------------------------ | ------------------------ |
| 1958                                                 | 4 662                    |                          | —                        |
| 1960                                                 | 4 907                    |                          | 5,3%                     |
| 1970                                                 | 3 236                    |                          | −34,1%                   |
| 1980                                                 | 2 495                    |                          | −22,9%                   |
| 1991                                                 | 2 359                    |                          | −5,5%                    |
| 2000                                                 | 2 638                    |                          | 11,8%                    |
| 2010                                                 | 3 246                    |                          | 23,0%                    |
| 2022                                                 | 3 618                    |                          | 11,5%                    |
| Est. 2024                                            | 3 702                    | [ 7 ]                    | 2,3%                     |
| Fontes: Censos Demográficos IBGE e Estimativas SEADE |                          |                          |                          |

### Dados demográficos
Dados do Censo - 2000
População total: 2.638
- Urbana: 1.644
- Rural: 994
- Homens: 1.369
- Mulheres: 1.269

Densidade demográfica (hab./km²): 11,53
Mortalidade infantil até 1 ano (por mil): 7,42
Expectativa de vida (anos): 76,55
Taxa de fecundidade (filhos por mulher): 2,62
Taxa de alfabetização: 92,20%
Índice de Desenvolvimento Humano (IDH-M): 0,807
- IDH-M Renda: 0,694
- IDH-M Longevidade: 0,859
- IDH-M Educação: 0,867

(Fonte: IPEADATA)

## Política e administração

### Poder Executivo
Prefeito: Jerri de Souza Neiva (PSD)
Vice-prefeito: Wellington Luis Pegorin (PSD)

### Poder Legislativo
Presidente da Câmara Municipal: Aguinaldo Marcelino (PL)
Vereadores eleitos para a legislatura 2025/2028:
- Benedita Valéria de Oliveira Lopes - "Bene Lopes" (MDB)
- Rodrigo Pereira Leite - "Rodrigo Borna" (PSD)
- Ivan Luis Angelo - "Ivan do Peba" (PL)
- Aguinaldo Marcelino - "Aguinaldo" (Podemos)
- Aparecida Rosângela Gomes Fodra - "Rô Gomes" (PSD)
- Silas Rinaldo Pires Correa - "Silas Enfermeiro" (Republicanos)
- Valdecir Fernandes - "Val do Zito" (Podemos)
- Márcio Manzuti Cordeiro - "Márcio Manzuti" (Republicanos)
- Misael Salvador Rovari - "Misa Rovari" (MDB)

### Lista de prefeitos
| nº | Nome                               | Mandato                                         | Observações                                  |
| -- | ---------------------------------- | ----------------------------------------------- | -------------------------------------------- |
| 1  | José Pedroso                       | 1954-1955                                       |                                              |
| 2  | Renato Dal Poz                     | 1956-1958                                       |                                              |
| 3  | Pedro Lopes de Oliveira            | 1959-1962                                       |                                              |
| 4  | Antônio Desidério Moretto          | 1963-1966                                       |                                              |
| 5  | Ciomar Oréfice                     | 1967-1970                                       |                                              |
| 6  | Antônio Desidério Moretto          | 1970-1973                                       |                                              |
| 7  | Florêncio Camargo Guimarães        | 1 de fevereiro de 1973 - 1 de fevereiro de 1977 |                                              |
| 8  | Tecifão Laudemir Cruz              | 1 de fevereiro de 1977 - 1 de fevereiro de 1983 |                                              |
| 9  | Fátima Teresinha Camargo Guimarães | 1 de fevereiro de 1983 - 1 de janeiro de 1989   |                                              |
| 10 | José Carlos Moreto                 | 1 de janeiro de 1989 - 1 de janeiro de 1993     |                                              |
| 11 | Fátima Teresinha Camargo Guimarães | 1 de janeiro de 1993 - 1 de janeiro de 1997     |                                              |
| 12 | José Luis Furcin                   | 1 de janeiro de 1997 - 1 de janeiro de 2001     | Prefeito eleito com 64% dos votos válidos    |
| 13 | José Luis Furcin                   | 1 de janeiro de 2001 - 1 de janeiro de 2005     | Prefeito reeleito com 66% dos votos válidos  |
| 14 | Fátima Teresinha Camargo Guimarães | 1 de janeiro de 2005 - 1 de janeiro de 2009     | Prefeita eleita com 59% dos votos válidos    |
| 15 | Fátima Teresinha Camargo Guimarães | 1 de janeiro de 2009 - 1 de janeiro de 2013     | Prefeita reeleita com 100% dos votos válidos |
| 16 | José Luis Furcin                   | 1 de janeiro de 2013 - 1 de janeiro de 2017     | Prefeito eleito com 77% dos votos válidos    |
| 17 | José Luis Furcin                   | 1 de janeiro de 2017 - 31 de dezembro de 2020   | Prefeito reeleito com 100% dos votos válidos |
| 18 | Jerri de Souza Neiva               | 1 de janeiro de 2021 - "Atual"                  |                                              |

## Infraestrutura

### Educação
Itaju já foi considerada, sustentando o título por vários anos, como a “Capital Nacional da Alfabetização”, por ter quase 100% da população alfabetizada, sendo premiada pela UNICEF, órgão da ONU, pela eliminação do analfabetismo até os dezessete anos de idade.

### Comunicações
O sistema de telefones automáticos foi inaugurado na cidade em 1985 pela Telecomunicações de São Paulo (TELESP), que também implantou o sistema de discagem direta à distância (DDD) em 1988 com o código de área (0146).
Na década de 90 o código DDD da cidade foi alterado para (014), para padronização do sistema telefônico com a telefonia celular que estava sendo implantada em todo o estado.

## Religião
A religião predominante é o Catolicismo, e há uma porcentagem grande de Evangélicos. Tem-se ainda, como minoria, adeptos ao Budismo, Espiritismo e Testemunhas de Jeová.
O Cristianismo se faz presente na cidade da seguinte forma:

### Igreja Católica
- A igreja matriz do município pertence à Diocese de Jaú e a cidade tem como padroeiro São Sebastião.[15]

### Igrejas Evangélicas
- Assembleias de Deus no Brasil (Ministério de Madureira, Belém e Cristo Esperança de Vida).[16][17]
- Congregação Cristã no Brasil.[18]
- Igreja Batista.